# António de Matos
António de Matos (1822-1891), (na grafia oitocentista, Mattos) de seu nome completo António Joaquim de Matos, foi um pastor protestante (presbiteriano) convertido na Madeira do século XIX na sequência da pregação do missionário escocês Robert Kalley.

## Biografia
António nasceu em Santa Luzia, no Funchal, em 20 de agosto de 1822, filho de António Joaquim de Matos, natural da paróquia de Santa Catarina, na Calheta, Ilha de São Jorge, Açores, e de Helena Luísa Eudóxia, natural do Monte, no Funchal.
Matos fez estudos na Madeira e foi ordenado diácono por Kalley em 1845. Quando no ano seguinte ocorreram as ferozes perseguições na Madeira, Matos estava na Escócia a estudar teologia, pensa-se que no Divinity Hall da Universidade de Glasgow. Em 1850 Matos saiu da Escócia para os EUA para para servir como pastor nas comunidades presbiterianas portuguesas de Springfield e Jacksonville (Illinois). Daí foi para Portugal sendo o primeiro pastor português a exercer tais funções neste país, designadamente na Igreja Evangélica Presbiteriana de Lisboa (fundada em 1870), tendo em 1875 seguido o seu ministério como pastor na Igreja Presbiteriana da Madeira.
Mais tarde voltou a Lisboa, onde trabalhou no Consulado Americano como tradutor.
Faleceu em 28 de janeiro de 1891 e está enterrado no cemitério inglês de Lisboa.